# Сукно

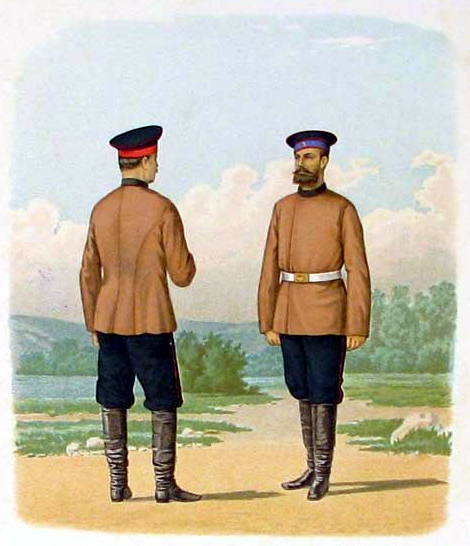
Суконная рубашка для строевых нижних чинов гвардейских и армейских частей, расположенных в Петербурге и на Охтенском пороховом заводе и занимающих там караулы; 1891 год

Сукно́ — древнейшая (как правило, шерстяная или полушерстяная, иногда хлопчатобумажная) ткань, на поверхности которой волокна шерсти настолько сбиты, переплетены между собой, что совершенно закрывают все промежутки между нитями, придавая ткани вид войлока.
Сукно — это группа плотных материалов, войлочный застил которых полностью закрывает переплетения.

## Производство
Производство сукна из шерсти основано на способности шерстяного волокна, с помощью цепких чешуек и зубчиков, сваливаться с другими волокнами. В результате усиленной валки происходит усадка неотделанного (сурового) сукна по длине и особенно по ширине (до 50%), что придаёт сукну большую плотность.
Чтобы получить сукно, необходимо:
- промыть шерсть (руно), отделить грязь и жирный пот;
- удалить репейные шишки;
- трепать на трепальной машине;
- прочесать на аппаратах;
- прясть на мюль-машине[англ.];
- пряжу сновать на сновальном станке;
- ткать на ткацком станке;
- валять в валяльной машине;
- промыть, красить и ворсить на ворсильной машине;
- стричь на стригальном станке;
- бастовать, то есть прочистить щётками на бастовальной машине;
- прессовать и сложить для упаковки.

## Виды сукна
Разнообразие шерстяного сырья, природы добавляемых волокон, деталей технологического процесса позволяет получать большое количество суконных тканей.
Виды сукна:
- бибер,
- драдедам,
- сукно обыкновенное

и прочие.
Следует отличать собственно сукно от суконных тканей вообще, к которым также относятся все ткани из пряжи аппаратного прядения, подвергающиеся валке (шевиот, трико, драп, бобрик, байка и др.).
Относительная плотность ниток по основе 45-70%, по утку – 75-80%. Поверхностная плотность ткани составляет 320-450 г/м2. Существуют виды тканей, изготавливаемых для шитья спецодежды, с плотностью до 555 г/м2 и даже 873 г/м2. Последние покрыты пропиткой, повышающей термостойкость материала.

### По типу переплетения
По типу ткацкого переплетения, используемого в производстве, сукно бывает:
- полотняного переплетения (чаще всего);
- саржевого переплетения.

### По составу сырья
Состав сырья у разных видов ткани отличается. Сукна производятся:
- Из чистой тонкой шерсти

Материал из чистой шерсти стоит дорого. В качестве источников шерстяных волокон используют шерсть овец-мериносов, иногда верблюдов, овец других пород. В основе и утке дорогого шерстяного сукна волокна имеют одинаковую толщину.
- Из смеси тонкой или грубой шерсти с другими волокнами

Такое сукно стоит дешевле, имеет в основе хлопковые волокна, в утке – смешанную пряжу, часто состоящую из шерсти и вискозы. Содержание шерсти в сукне из смешанных волокон колеблется от 60 до 80%.
- иногда из хлопчатобумажных волокон.

### По типу окрашивания
По типу окрашивания сукно бывает:
- одноцветным[6] (гладкоокрашенным[4]);
- многоцветным[6] (меланжевым[4]).

### По плотности
В зависимости от вида и толщины пряжи сукна подразделяются на 3 группы:
- Тонкие — сукна с небольшими показателями плотности, сильно выраженным сваленным ворсовым настилом.
- Полугрубые — сукна со средними показателями плотности.
- Грубые — сукна толстой пряжи, имеют значительные показатели плотности.

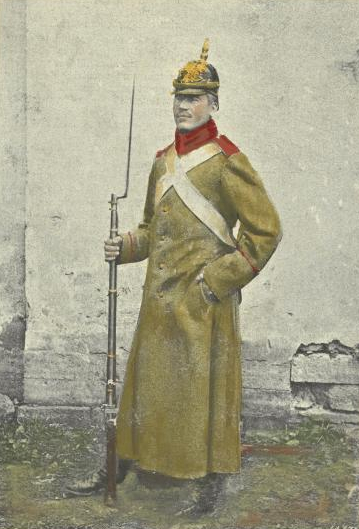
Шинель в Русской армии, приборное сукно — красное. 1862 год.

### По виду отделки
Безворсовые и ворсованные.

## Применение
Сукна используются главным образом для пошива одежды (спецодежды, шляп, зимних пальто, костюмов, форменной одежды), а также применяется как технические ткани в различной технике, в качестве фильтров, прокладок, для обивки автомобилей, мебели (в том числе, игровых столов для бильярда, покера, и других игр в карты, в казино) и пр.

## Приборное сукно
Приборное сукно или Прикладное сукно — сукно определённого цвета, установленного руководящими документами, для определённого формирования вооружённых сил (ВС), для знамён, формы одежды и так далее, обеспечивавших визуальное различие между ними. Например, ранее у каждой воинской части были приборные цвета своего (определённого) цвета для обшивания воротника, обшлагов, внутренняя поверхность фалд и погон мундира, шинели и так далее. Сейчас в ВС России установлено приборное сукно для отдельных родов войск и сил, родов войск (сил) видов ВС, например цвет погон (просветов) у военнослужащих авиации голубого цвета.

## Галерея

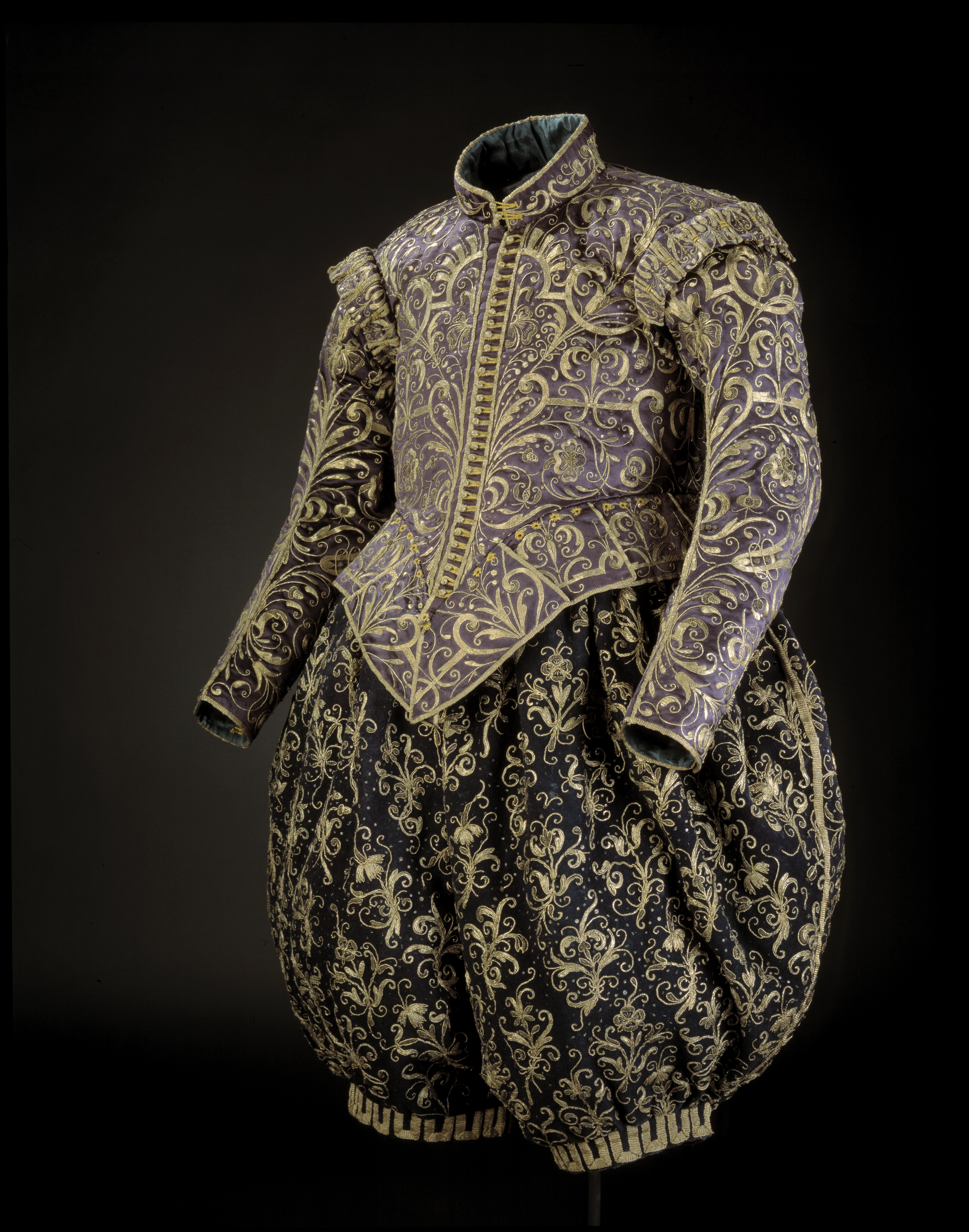
Платье короля Густава II Адольфа (1611—1632) из тёмно-пурпурного сукна и золота
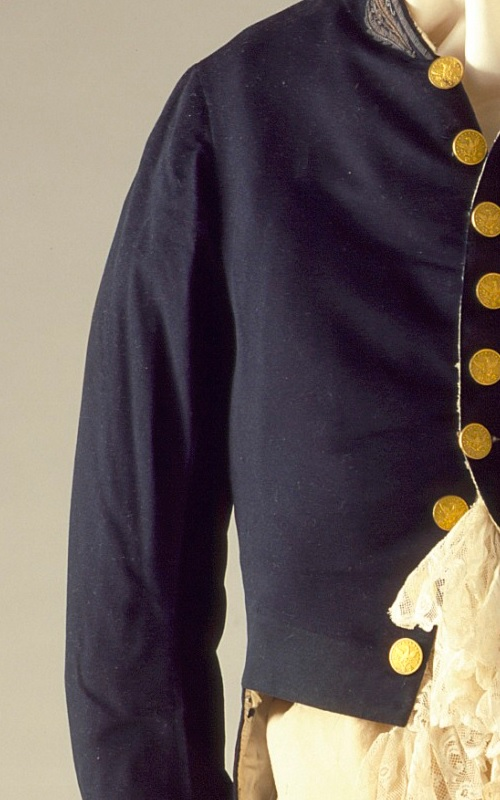
Жакет из шерстяного сукна, ок. 1830 года. Музей искусств округа Лос-Анджелес, M.65.8a-d
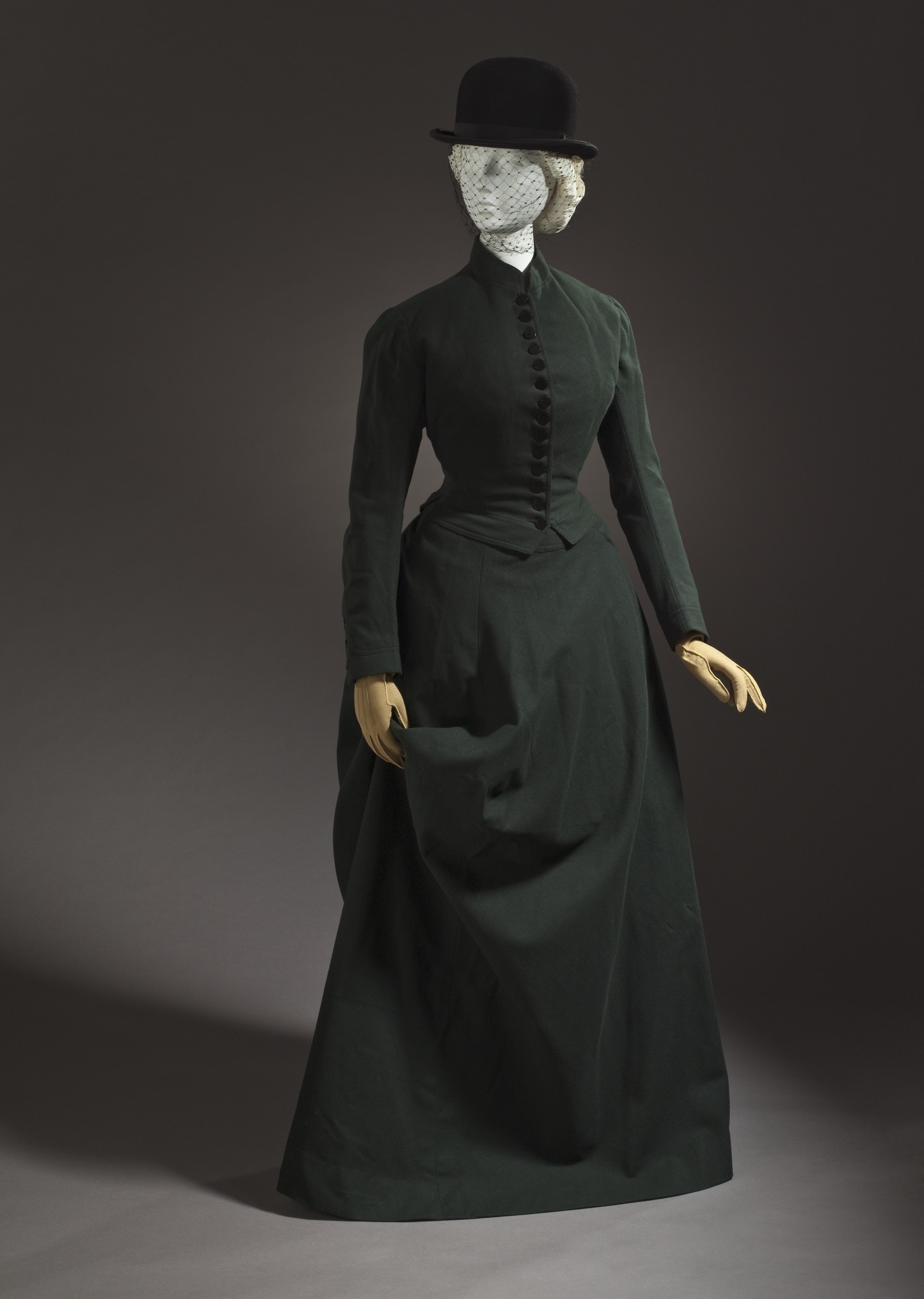
Женский костюм для верховой езды/охоты 1878 года из тёмно-зелёной ткани. Шотландия. Музей искусств округа Лос-Анджелес, M.2007.211.779.1a-b
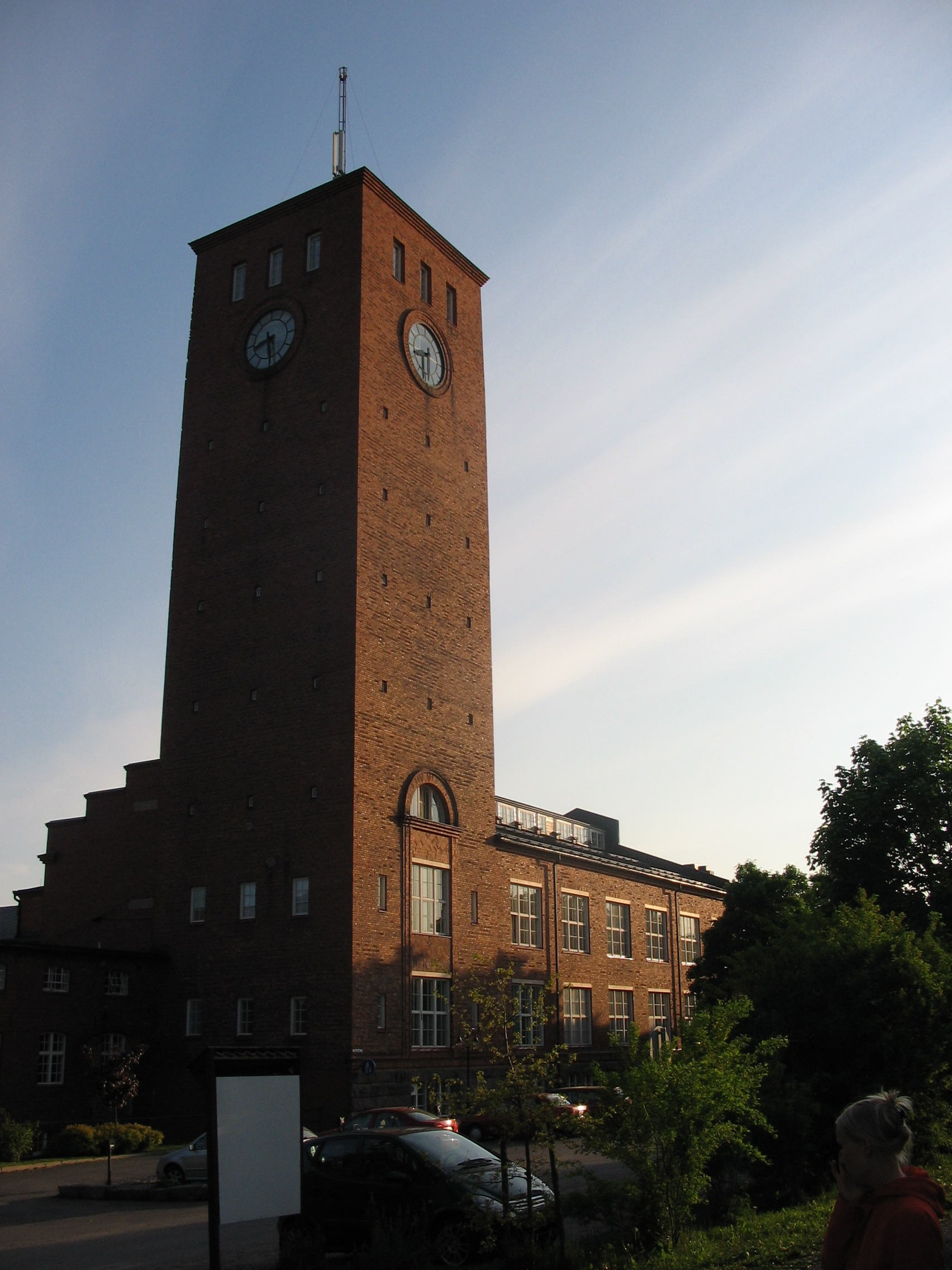
Суконная фабрика Литтоинен, Финляндия

## Комментарии
1. ↑  Например, в машинах для производства бумаги.[7]
2. ↑  См. Ломберный стол.